# Alejandro de Austria
Alejandro Leopoldo Juan de Austria (Buda; 6 de junio de 1825 - ibídem; 12 de noviembre de 1837) fue un archiduque austriaco de la casa de Habsburgo Lorena.

## Biografía
Nació siendo hijo del palatino de Hungría José Antonio de Austria y de la tercera esposa de este, la duquesa María Dorotea de Wurtemberg.
Su padre se había casado dos veces antes con Alejandra Pávlovna de Rusia y Herminia de Anhalt-Bernburg-Schaumburg-Hoym.
Era un niño muy saludable y encantador, además de inteligente y por eso fue el hijo favorito de su padre y su muerte fue muy devastadora para su padre.
Fue hermano de José Carlos, Isabel Francisca, madre de la reina María Cristina y María Enriqueta de Bélgica, además de ser medio-hermano del archiduque Esteban y de Herminia.

## Galería

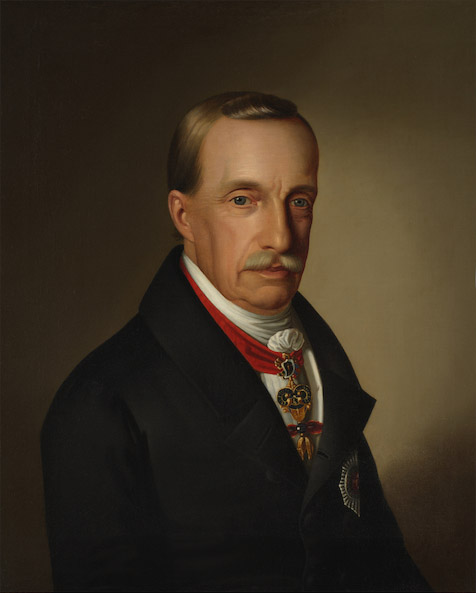
Su padre José Antonio.
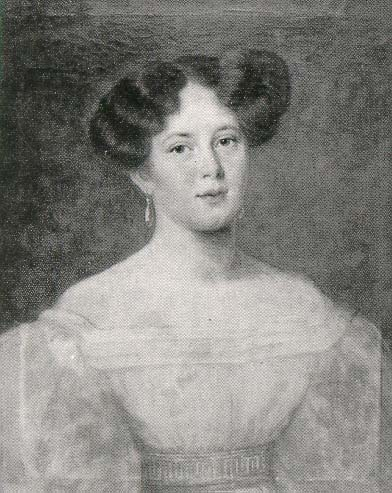
su madre María Dorotea